# Vad (Cluj)
Pour les articles homonymes, voir Vad.
Vad est une commune de Transylvanie, en Roumanie, dans le județ de Cluj. Elle est composée des villages de Vad, Bogata de Jos, Bogata de Sus, Calna, Cetan, Curtuiușu Dejului, Valea Groșilor.